# Жртва (шах)
Овај чланак користи алгебарску шаховску нотацију како би се описали шаховски потези.
Жртва може да буде термин везан шах, као један од тактичких елемената у шаху.
То је добровољно давање материјала чиме се стичу неке друге предности. Тако се у гамбитним наставцима жртвује један или више пешака да би се убрзао развој или како би се извршио напад на центар противника. Жртве се могу класификовати на више начина: према жртвованом материјалу, сврси, степену форсираности (активне или пасивне жртве — ове друге су обично жртве фигура које нису на попришту главне битке). У својој терминологији, Рудолф Шпилман разликује праве жртве од жртава којима се остварује материјални добитак (комбинације). У првом случају, предност која се постиже жртвом не може се унапред прорачунати, док се у другом случају резултат жртве може унапред одредити.
За жртву се каже да је коректна ако испуни свој циљ, а некоректна је ако је у питању грешка (што се веома често дешава у практичним ситуацијама).
Велике жртве доприносе бриљантности партије, а неки писци (као што је Ботвиник) наводе да нема комбинације без жртве.

## Типични примери жртава
Типични примери жртава су: класична жртва ловца на х7, жртва два топа (као у „бесмртној партији“ Андерсен-Киезерицки), жртва ловачког пара, итд.

### Класична жртва ловца
|   | a | b | c | d | e | f | g | h |   |
| 8 | a8 black rook · c8 black bishop · d8 black queen · f8 black rook · g8 black king · a7 black pawn · b7 black pawn · c7 black pawn · d7 black pawn · e7 black bishop · f7 black pawn · g7 black pawn · h7 black pawn · c6 black knight · e6 black pawn · d5 black knight · e5 white pawn · d4 white pawn · h4 white pawn · d3 white bishop · f3 white knight · a2 white pawn · b2 white pawn · c2 white pawn · f2 white pawn · g2 white pawn · a1 white rook · b1 white knight · c1 white bishop · d1 white queen · e1 white king · h1 white rook | a8 black rook · c8 black bishop · d8 black queen · f8 black rook · g8 black king · a7 black pawn · b7 black pawn · c7 black pawn · d7 black pawn · e7 black bishop · f7 black pawn · g7 black pawn · h7 black pawn · c6 black knight · e6 black pawn · d5 black knight · e5 white pawn · d4 white pawn · h4 white pawn · d3 white bishop · f3 white knight · a2 white pawn · b2 white pawn · c2 white pawn · f2 white pawn · g2 white pawn · a1 white rook · b1 white knight · c1 white bishop · d1 white queen · e1 white king · h1 white rook | a8 black rook · c8 black bishop · d8 black queen · f8 black rook · g8 black king · a7 black pawn · b7 black pawn · c7 black pawn · d7 black pawn · e7 black bishop · f7 black pawn · g7 black pawn · h7 black pawn · c6 black knight · e6 black pawn · d5 black knight · e5 white pawn · d4 white pawn · h4 white pawn · d3 white bishop · f3 white knight · a2 white pawn · b2 white pawn · c2 white pawn · f2 white pawn · g2 white pawn · a1 white rook · b1 white knight · c1 white bishop · d1 white queen · e1 white king · h1 white rook | a8 black rook · c8 black bishop · d8 black queen · f8 black rook · g8 black king · a7 black pawn · b7 black pawn · c7 black pawn · d7 black pawn · e7 black bishop · f7 black pawn · g7 black pawn · h7 black pawn · c6 black knight · e6 black pawn · d5 black knight · e5 white pawn · d4 white pawn · h4 white pawn · d3 white bishop · f3 white knight · a2 white pawn · b2 white pawn · c2 white pawn · f2 white pawn · g2 white pawn · a1 white rook · b1 white knight · c1 white bishop · d1 white queen · e1 white king · h1 white rook | a8 black rook · c8 black bishop · d8 black queen · f8 black rook · g8 black king · a7 black pawn · b7 black pawn · c7 black pawn · d7 black pawn · e7 black bishop · f7 black pawn · g7 black pawn · h7 black pawn · c6 black knight · e6 black pawn · d5 black knight · e5 white pawn · d4 white pawn · h4 white pawn · d3 white bishop · f3 white knight · a2 white pawn · b2 white pawn · c2 white pawn · f2 white pawn · g2 white pawn · a1 white rook · b1 white knight · c1 white bishop · d1 white queen · e1 white king · h1 white rook | a8 black rook · c8 black bishop · d8 black queen · f8 black rook · g8 black king · a7 black pawn · b7 black pawn · c7 black pawn · d7 black pawn · e7 black bishop · f7 black pawn · g7 black pawn · h7 black pawn · c6 black knight · e6 black pawn · d5 black knight · e5 white pawn · d4 white pawn · h4 white pawn · d3 white bishop · f3 white knight · a2 white pawn · b2 white pawn · c2 white pawn · f2 white pawn · g2 white pawn · a1 white rook · b1 white knight · c1 white bishop · d1 white queen · e1 white king · h1 white rook | a8 black rook · c8 black bishop · d8 black queen · f8 black rook · g8 black king · a7 black pawn · b7 black pawn · c7 black pawn · d7 black pawn · e7 black bishop · f7 black pawn · g7 black pawn · h7 black pawn · c6 black knight · e6 black pawn · d5 black knight · e5 white pawn · d4 white pawn · h4 white pawn · d3 white bishop · f3 white knight · a2 white pawn · b2 white pawn · c2 white pawn · f2 white pawn · g2 white pawn · a1 white rook · b1 white knight · c1 white bishop · d1 white queen · e1 white king · h1 white rook | a8 black rook · c8 black bishop · d8 black queen · f8 black rook · g8 black king · a7 black pawn · b7 black pawn · c7 black pawn · d7 black pawn · e7 black bishop · f7 black pawn · g7 black pawn · h7 black pawn · c6 black knight · e6 black pawn · d5 black knight · e5 white pawn · d4 white pawn · h4 white pawn · d3 white bishop · f3 white knight · a2 white pawn · b2 white pawn · c2 white pawn · f2 white pawn · g2 white pawn · a1 white rook · b1 white knight · c1 white bishop · d1 white queen · e1 white king · h1 white rook | 8 |
| 7 | a8 black rook · c8 black bishop · d8 black queen · f8 black rook · g8 black king · a7 black pawn · b7 black pawn · c7 black pawn · d7 black pawn · e7 black bishop · f7 black pawn · g7 black pawn · h7 black pawn · c6 black knight · e6 black pawn · d5 black knight · e5 white pawn · d4 white pawn · h4 white pawn · d3 white bishop · f3 white knight · a2 white pawn · b2 white pawn · c2 white pawn · f2 white pawn · g2 white pawn · a1 white rook · b1 white knight · c1 white bishop · d1 white queen · e1 white king · h1 white rook | a8 black rook · c8 black bishop · d8 black queen · f8 black rook · g8 black king · a7 black pawn · b7 black pawn · c7 black pawn · d7 black pawn · e7 black bishop · f7 black pawn · g7 black pawn · h7 black pawn · c6 black knight · e6 black pawn · d5 black knight · e5 white pawn · d4 white pawn · h4 white pawn · d3 white bishop · f3 white knight · a2 white pawn · b2 white pawn · c2 white pawn · f2 white pawn · g2 white pawn · a1 white rook · b1 white knight · c1 white bishop · d1 white queen · e1 white king · h1 white rook | a8 black rook · c8 black bishop · d8 black queen · f8 black rook · g8 black king · a7 black pawn · b7 black pawn · c7 black pawn · d7 black pawn · e7 black bishop · f7 black pawn · g7 black pawn · h7 black pawn · c6 black knight · e6 black pawn · d5 black knight · e5 white pawn · d4 white pawn · h4 white pawn · d3 white bishop · f3 white knight · a2 white pawn · b2 white pawn · c2 white pawn · f2 white pawn · g2 white pawn · a1 white rook · b1 white knight · c1 white bishop · d1 white queen · e1 white king · h1 white rook | a8 black rook · c8 black bishop · d8 black queen · f8 black rook · g8 black king · a7 black pawn · b7 black pawn · c7 black pawn · d7 black pawn · e7 black bishop · f7 black pawn · g7 black pawn · h7 black pawn · c6 black knight · e6 black pawn · d5 black knight · e5 white pawn · d4 white pawn · h4 white pawn · d3 white bishop · f3 white knight · a2 white pawn · b2 white pawn · c2 white pawn · f2 white pawn · g2 white pawn · a1 white rook · b1 white knight · c1 white bishop · d1 white queen · e1 white king · h1 white rook | a8 black rook · c8 black bishop · d8 black queen · f8 black rook · g8 black king · a7 black pawn · b7 black pawn · c7 black pawn · d7 black pawn · e7 black bishop · f7 black pawn · g7 black pawn · h7 black pawn · c6 black knight · e6 black pawn · d5 black knight · e5 white pawn · d4 white pawn · h4 white pawn · d3 white bishop · f3 white knight · a2 white pawn · b2 white pawn · c2 white pawn · f2 white pawn · g2 white pawn · a1 white rook · b1 white knight · c1 white bishop · d1 white queen · e1 white king · h1 white rook | a8 black rook · c8 black bishop · d8 black queen · f8 black rook · g8 black king · a7 black pawn · b7 black pawn · c7 black pawn · d7 black pawn · e7 black bishop · f7 black pawn · g7 black pawn · h7 black pawn · c6 black knight · e6 black pawn · d5 black knight · e5 white pawn · d4 white pawn · h4 white pawn · d3 white bishop · f3 white knight · a2 white pawn · b2 white pawn · c2 white pawn · f2 white pawn · g2 white pawn · a1 white rook · b1 white knight · c1 white bishop · d1 white queen · e1 white king · h1 white rook | a8 black rook · c8 black bishop · d8 black queen · f8 black rook · g8 black king · a7 black pawn · b7 black pawn · c7 black pawn · d7 black pawn · e7 black bishop · f7 black pawn · g7 black pawn · h7 black pawn · c6 black knight · e6 black pawn · d5 black knight · e5 white pawn · d4 white pawn · h4 white pawn · d3 white bishop · f3 white knight · a2 white pawn · b2 white pawn · c2 white pawn · f2 white pawn · g2 white pawn · a1 white rook · b1 white knight · c1 white bishop · d1 white queen · e1 white king · h1 white rook | a8 black rook · c8 black bishop · d8 black queen · f8 black rook · g8 black king · a7 black pawn · b7 black pawn · c7 black pawn · d7 black pawn · e7 black bishop · f7 black pawn · g7 black pawn · h7 black pawn · c6 black knight · e6 black pawn · d5 black knight · e5 white pawn · d4 white pawn · h4 white pawn · d3 white bishop · f3 white knight · a2 white pawn · b2 white pawn · c2 white pawn · f2 white pawn · g2 white pawn · a1 white rook · b1 white knight · c1 white bishop · d1 white queen · e1 white king · h1 white rook | 7 |
| 6 | a8 black rook · c8 black bishop · d8 black queen · f8 black rook · g8 black king · a7 black pawn · b7 black pawn · c7 black pawn · d7 black pawn · e7 black bishop · f7 black pawn · g7 black pawn · h7 black pawn · c6 black knight · e6 black pawn · d5 black knight · e5 white pawn · d4 white pawn · h4 white pawn · d3 white bishop · f3 white knight · a2 white pawn · b2 white pawn · c2 white pawn · f2 white pawn · g2 white pawn · a1 white rook · b1 white knight · c1 white bishop · d1 white queen · e1 white king · h1 white rook | a8 black rook · c8 black bishop · d8 black queen · f8 black rook · g8 black king · a7 black pawn · b7 black pawn · c7 black pawn · d7 black pawn · e7 black bishop · f7 black pawn · g7 black pawn · h7 black pawn · c6 black knight · e6 black pawn · d5 black knight · e5 white pawn · d4 white pawn · h4 white pawn · d3 white bishop · f3 white knight · a2 white pawn · b2 white pawn · c2 white pawn · f2 white pawn · g2 white pawn · a1 white rook · b1 white knight · c1 white bishop · d1 white queen · e1 white king · h1 white rook | a8 black rook · c8 black bishop · d8 black queen · f8 black rook · g8 black king · a7 black pawn · b7 black pawn · c7 black pawn · d7 black pawn · e7 black bishop · f7 black pawn · g7 black pawn · h7 black pawn · c6 black knight · e6 black pawn · d5 black knight · e5 white pawn · d4 white pawn · h4 white pawn · d3 white bishop · f3 white knight · a2 white pawn · b2 white pawn · c2 white pawn · f2 white pawn · g2 white pawn · a1 white rook · b1 white knight · c1 white bishop · d1 white queen · e1 white king · h1 white rook | a8 black rook · c8 black bishop · d8 black queen · f8 black rook · g8 black king · a7 black pawn · b7 black pawn · c7 black pawn · d7 black pawn · e7 black bishop · f7 black pawn · g7 black pawn · h7 black pawn · c6 black knight · e6 black pawn · d5 black knight · e5 white pawn · d4 white pawn · h4 white pawn · d3 white bishop · f3 white knight · a2 white pawn · b2 white pawn · c2 white pawn · f2 white pawn · g2 white pawn · a1 white rook · b1 white knight · c1 white bishop · d1 white queen · e1 white king · h1 white rook | a8 black rook · c8 black bishop · d8 black queen · f8 black rook · g8 black king · a7 black pawn · b7 black pawn · c7 black pawn · d7 black pawn · e7 black bishop · f7 black pawn · g7 black pawn · h7 black pawn · c6 black knight · e6 black pawn · d5 black knight · e5 white pawn · d4 white pawn · h4 white pawn · d3 white bishop · f3 white knight · a2 white pawn · b2 white pawn · c2 white pawn · f2 white pawn · g2 white pawn · a1 white rook · b1 white knight · c1 white bishop · d1 white queen · e1 white king · h1 white rook | a8 black rook · c8 black bishop · d8 black queen · f8 black rook · g8 black king · a7 black pawn · b7 black pawn · c7 black pawn · d7 black pawn · e7 black bishop · f7 black pawn · g7 black pawn · h7 black pawn · c6 black knight · e6 black pawn · d5 black knight · e5 white pawn · d4 white pawn · h4 white pawn · d3 white bishop · f3 white knight · a2 white pawn · b2 white pawn · c2 white pawn · f2 white pawn · g2 white pawn · a1 white rook · b1 white knight · c1 white bishop · d1 white queen · e1 white king · h1 white rook | a8 black rook · c8 black bishop · d8 black queen · f8 black rook · g8 black king · a7 black pawn · b7 black pawn · c7 black pawn · d7 black pawn · e7 black bishop · f7 black pawn · g7 black pawn · h7 black pawn · c6 black knight · e6 black pawn · d5 black knight · e5 white pawn · d4 white pawn · h4 white pawn · d3 white bishop · f3 white knight · a2 white pawn · b2 white pawn · c2 white pawn · f2 white pawn · g2 white pawn · a1 white rook · b1 white knight · c1 white bishop · d1 white queen · e1 white king · h1 white rook | a8 black rook · c8 black bishop · d8 black queen · f8 black rook · g8 black king · a7 black pawn · b7 black pawn · c7 black pawn · d7 black pawn · e7 black bishop · f7 black pawn · g7 black pawn · h7 black pawn · c6 black knight · e6 black pawn · d5 black knight · e5 white pawn · d4 white pawn · h4 white pawn · d3 white bishop · f3 white knight · a2 white pawn · b2 white pawn · c2 white pawn · f2 white pawn · g2 white pawn · a1 white rook · b1 white knight · c1 white bishop · d1 white queen · e1 white king · h1 white rook | 6 |
| 5 | a8 black rook · c8 black bishop · d8 black queen · f8 black rook · g8 black king · a7 black pawn · b7 black pawn · c7 black pawn · d7 black pawn · e7 black bishop · f7 black pawn · g7 black pawn · h7 black pawn · c6 black knight · e6 black pawn · d5 black knight · e5 white pawn · d4 white pawn · h4 white pawn · d3 white bishop · f3 white knight · a2 white pawn · b2 white pawn · c2 white pawn · f2 white pawn · g2 white pawn · a1 white rook · b1 white knight · c1 white bishop · d1 white queen · e1 white king · h1 white rook | a8 black rook · c8 black bishop · d8 black queen · f8 black rook · g8 black king · a7 black pawn · b7 black pawn · c7 black pawn · d7 black pawn · e7 black bishop · f7 black pawn · g7 black pawn · h7 black pawn · c6 black knight · e6 black pawn · d5 black knight · e5 white pawn · d4 white pawn · h4 white pawn · d3 white bishop · f3 white knight · a2 white pawn · b2 white pawn · c2 white pawn · f2 white pawn · g2 white pawn · a1 white rook · b1 white knight · c1 white bishop · d1 white queen · e1 white king · h1 white rook | a8 black rook · c8 black bishop · d8 black queen · f8 black rook · g8 black king · a7 black pawn · b7 black pawn · c7 black pawn · d7 black pawn · e7 black bishop · f7 black pawn · g7 black pawn · h7 black pawn · c6 black knight · e6 black pawn · d5 black knight · e5 white pawn · d4 white pawn · h4 white pawn · d3 white bishop · f3 white knight · a2 white pawn · b2 white pawn · c2 white pawn · f2 white pawn · g2 white pawn · a1 white rook · b1 white knight · c1 white bishop · d1 white queen · e1 white king · h1 white rook | a8 black rook · c8 black bishop · d8 black queen · f8 black rook · g8 black king · a7 black pawn · b7 black pawn · c7 black pawn · d7 black pawn · e7 black bishop · f7 black pawn · g7 black pawn · h7 black pawn · c6 black knight · e6 black pawn · d5 black knight · e5 white pawn · d4 white pawn · h4 white pawn · d3 white bishop · f3 white knight · a2 white pawn · b2 white pawn · c2 white pawn · f2 white pawn · g2 white pawn · a1 white rook · b1 white knight · c1 white bishop · d1 white queen · e1 white king · h1 white rook | a8 black rook · c8 black bishop · d8 black queen · f8 black rook · g8 black king · a7 black pawn · b7 black pawn · c7 black pawn · d7 black pawn · e7 black bishop · f7 black pawn · g7 black pawn · h7 black pawn · c6 black knight · e6 black pawn · d5 black knight · e5 white pawn · d4 white pawn · h4 white pawn · d3 white bishop · f3 white knight · a2 white pawn · b2 white pawn · c2 white pawn · f2 white pawn · g2 white pawn · a1 white rook · b1 white knight · c1 white bishop · d1 white queen · e1 white king · h1 white rook | a8 black rook · c8 black bishop · d8 black queen · f8 black rook · g8 black king · a7 black pawn · b7 black pawn · c7 black pawn · d7 black pawn · e7 black bishop · f7 black pawn · g7 black pawn · h7 black pawn · c6 black knight · e6 black pawn · d5 black knight · e5 white pawn · d4 white pawn · h4 white pawn · d3 white bishop · f3 white knight · a2 white pawn · b2 white pawn · c2 white pawn · f2 white pawn · g2 white pawn · a1 white rook · b1 white knight · c1 white bishop · d1 white queen · e1 white king · h1 white rook | a8 black rook · c8 black bishop · d8 black queen · f8 black rook · g8 black king · a7 black pawn · b7 black pawn · c7 black pawn · d7 black pawn · e7 black bishop · f7 black pawn · g7 black pawn · h7 black pawn · c6 black knight · e6 black pawn · d5 black knight · e5 white pawn · d4 white pawn · h4 white pawn · d3 white bishop · f3 white knight · a2 white pawn · b2 white pawn · c2 white pawn · f2 white pawn · g2 white pawn · a1 white rook · b1 white knight · c1 white bishop · d1 white queen · e1 white king · h1 white rook | a8 black rook · c8 black bishop · d8 black queen · f8 black rook · g8 black king · a7 black pawn · b7 black pawn · c7 black pawn · d7 black pawn · e7 black bishop · f7 black pawn · g7 black pawn · h7 black pawn · c6 black knight · e6 black pawn · d5 black knight · e5 white pawn · d4 white pawn · h4 white pawn · d3 white bishop · f3 white knight · a2 white pawn · b2 white pawn · c2 white pawn · f2 white pawn · g2 white pawn · a1 white rook · b1 white knight · c1 white bishop · d1 white queen · e1 white king · h1 white rook | 5 |
| 4 | a8 black rook · c8 black bishop · d8 black queen · f8 black rook · g8 black king · a7 black pawn · b7 black pawn · c7 black pawn · d7 black pawn · e7 black bishop · f7 black pawn · g7 black pawn · h7 black pawn · c6 black knight · e6 black pawn · d5 black knight · e5 white pawn · d4 white pawn · h4 white pawn · d3 white bishop · f3 white knight · a2 white pawn · b2 white pawn · c2 white pawn · f2 white pawn · g2 white pawn · a1 white rook · b1 white knight · c1 white bishop · d1 white queen · e1 white king · h1 white rook | a8 black rook · c8 black bishop · d8 black queen · f8 black rook · g8 black king · a7 black pawn · b7 black pawn · c7 black pawn · d7 black pawn · e7 black bishop · f7 black pawn · g7 black pawn · h7 black pawn · c6 black knight · e6 black pawn · d5 black knight · e5 white pawn · d4 white pawn · h4 white pawn · d3 white bishop · f3 white knight · a2 white pawn · b2 white pawn · c2 white pawn · f2 white pawn · g2 white pawn · a1 white rook · b1 white knight · c1 white bishop · d1 white queen · e1 white king · h1 white rook | a8 black rook · c8 black bishop · d8 black queen · f8 black rook · g8 black king · a7 black pawn · b7 black pawn · c7 black pawn · d7 black pawn · e7 black bishop · f7 black pawn · g7 black pawn · h7 black pawn · c6 black knight · e6 black pawn · d5 black knight · e5 white pawn · d4 white pawn · h4 white pawn · d3 white bishop · f3 white knight · a2 white pawn · b2 white pawn · c2 white pawn · f2 white pawn · g2 white pawn · a1 white rook · b1 white knight · c1 white bishop · d1 white queen · e1 white king · h1 white rook | a8 black rook · c8 black bishop · d8 black queen · f8 black rook · g8 black king · a7 black pawn · b7 black pawn · c7 black pawn · d7 black pawn · e7 black bishop · f7 black pawn · g7 black pawn · h7 black pawn · c6 black knight · e6 black pawn · d5 black knight · e5 white pawn · d4 white pawn · h4 white pawn · d3 white bishop · f3 white knight · a2 white pawn · b2 white pawn · c2 white pawn · f2 white pawn · g2 white pawn · a1 white rook · b1 white knight · c1 white bishop · d1 white queen · e1 white king · h1 white rook | a8 black rook · c8 black bishop · d8 black queen · f8 black rook · g8 black king · a7 black pawn · b7 black pawn · c7 black pawn · d7 black pawn · e7 black bishop · f7 black pawn · g7 black pawn · h7 black pawn · c6 black knight · e6 black pawn · d5 black knight · e5 white pawn · d4 white pawn · h4 white pawn · d3 white bishop · f3 white knight · a2 white pawn · b2 white pawn · c2 white pawn · f2 white pawn · g2 white pawn · a1 white rook · b1 white knight · c1 white bishop · d1 white queen · e1 white king · h1 white rook | a8 black rook · c8 black bishop · d8 black queen · f8 black rook · g8 black king · a7 black pawn · b7 black pawn · c7 black pawn · d7 black pawn · e7 black bishop · f7 black pawn · g7 black pawn · h7 black pawn · c6 black knight · e6 black pawn · d5 black knight · e5 white pawn · d4 white pawn · h4 white pawn · d3 white bishop · f3 white knight · a2 white pawn · b2 white pawn · c2 white pawn · f2 white pawn · g2 white pawn · a1 white rook · b1 white knight · c1 white bishop · d1 white queen · e1 white king · h1 white rook | a8 black rook · c8 black bishop · d8 black queen · f8 black rook · g8 black king · a7 black pawn · b7 black pawn · c7 black pawn · d7 black pawn · e7 black bishop · f7 black pawn · g7 black pawn · h7 black pawn · c6 black knight · e6 black pawn · d5 black knight · e5 white pawn · d4 white pawn · h4 white pawn · d3 white bishop · f3 white knight · a2 white pawn · b2 white pawn · c2 white pawn · f2 white pawn · g2 white pawn · a1 white rook · b1 white knight · c1 white bishop · d1 white queen · e1 white king · h1 white rook | a8 black rook · c8 black bishop · d8 black queen · f8 black rook · g8 black king · a7 black pawn · b7 black pawn · c7 black pawn · d7 black pawn · e7 black bishop · f7 black pawn · g7 black pawn · h7 black pawn · c6 black knight · e6 black pawn · d5 black knight · e5 white pawn · d4 white pawn · h4 white pawn · d3 white bishop · f3 white knight · a2 white pawn · b2 white pawn · c2 white pawn · f2 white pawn · g2 white pawn · a1 white rook · b1 white knight · c1 white bishop · d1 white queen · e1 white king · h1 white rook | 4 |
| 3 | a8 black rook · c8 black bishop · d8 black queen · f8 black rook · g8 black king · a7 black pawn · b7 black pawn · c7 black pawn · d7 black pawn · e7 black bishop · f7 black pawn · g7 black pawn · h7 black pawn · c6 black knight · e6 black pawn · d5 black knight · e5 white pawn · d4 white pawn · h4 white pawn · d3 white bishop · f3 white knight · a2 white pawn · b2 white pawn · c2 white pawn · f2 white pawn · g2 white pawn · a1 white rook · b1 white knight · c1 white bishop · d1 white queen · e1 white king · h1 white rook | a8 black rook · c8 black bishop · d8 black queen · f8 black rook · g8 black king · a7 black pawn · b7 black pawn · c7 black pawn · d7 black pawn · e7 black bishop · f7 black pawn · g7 black pawn · h7 black pawn · c6 black knight · e6 black pawn · d5 black knight · e5 white pawn · d4 white pawn · h4 white pawn · d3 white bishop · f3 white knight · a2 white pawn · b2 white pawn · c2 white pawn · f2 white pawn · g2 white pawn · a1 white rook · b1 white knight · c1 white bishop · d1 white queen · e1 white king · h1 white rook | a8 black rook · c8 black bishop · d8 black queen · f8 black rook · g8 black king · a7 black pawn · b7 black pawn · c7 black pawn · d7 black pawn · e7 black bishop · f7 black pawn · g7 black pawn · h7 black pawn · c6 black knight · e6 black pawn · d5 black knight · e5 white pawn · d4 white pawn · h4 white pawn · d3 white bishop · f3 white knight · a2 white pawn · b2 white pawn · c2 white pawn · f2 white pawn · g2 white pawn · a1 white rook · b1 white knight · c1 white bishop · d1 white queen · e1 white king · h1 white rook | a8 black rook · c8 black bishop · d8 black queen · f8 black rook · g8 black king · a7 black pawn · b7 black pawn · c7 black pawn · d7 black pawn · e7 black bishop · f7 black pawn · g7 black pawn · h7 black pawn · c6 black knight · e6 black pawn · d5 black knight · e5 white pawn · d4 white pawn · h4 white pawn · d3 white bishop · f3 white knight · a2 white pawn · b2 white pawn · c2 white pawn · f2 white pawn · g2 white pawn · a1 white rook · b1 white knight · c1 white bishop · d1 white queen · e1 white king · h1 white rook | a8 black rook · c8 black bishop · d8 black queen · f8 black rook · g8 black king · a7 black pawn · b7 black pawn · c7 black pawn · d7 black pawn · e7 black bishop · f7 black pawn · g7 black pawn · h7 black pawn · c6 black knight · e6 black pawn · d5 black knight · e5 white pawn · d4 white pawn · h4 white pawn · d3 white bishop · f3 white knight · a2 white pawn · b2 white pawn · c2 white pawn · f2 white pawn · g2 white pawn · a1 white rook · b1 white knight · c1 white bishop · d1 white queen · e1 white king · h1 white rook | a8 black rook · c8 black bishop · d8 black queen · f8 black rook · g8 black king · a7 black pawn · b7 black pawn · c7 black pawn · d7 black pawn · e7 black bishop · f7 black pawn · g7 black pawn · h7 black pawn · c6 black knight · e6 black pawn · d5 black knight · e5 white pawn · d4 white pawn · h4 white pawn · d3 white bishop · f3 white knight · a2 white pawn · b2 white pawn · c2 white pawn · f2 white pawn · g2 white pawn · a1 white rook · b1 white knight · c1 white bishop · d1 white queen · e1 white king · h1 white rook | a8 black rook · c8 black bishop · d8 black queen · f8 black rook · g8 black king · a7 black pawn · b7 black pawn · c7 black pawn · d7 black pawn · e7 black bishop · f7 black pawn · g7 black pawn · h7 black pawn · c6 black knight · e6 black pawn · d5 black knight · e5 white pawn · d4 white pawn · h4 white pawn · d3 white bishop · f3 white knight · a2 white pawn · b2 white pawn · c2 white pawn · f2 white pawn · g2 white pawn · a1 white rook · b1 white knight · c1 white bishop · d1 white queen · e1 white king · h1 white rook | a8 black rook · c8 black bishop · d8 black queen · f8 black rook · g8 black king · a7 black pawn · b7 black pawn · c7 black pawn · d7 black pawn · e7 black bishop · f7 black pawn · g7 black pawn · h7 black pawn · c6 black knight · e6 black pawn · d5 black knight · e5 white pawn · d4 white pawn · h4 white pawn · d3 white bishop · f3 white knight · a2 white pawn · b2 white pawn · c2 white pawn · f2 white pawn · g2 white pawn · a1 white rook · b1 white knight · c1 white bishop · d1 white queen · e1 white king · h1 white rook | 3 |
| 2 | a8 black rook · c8 black bishop · d8 black queen · f8 black rook · g8 black king · a7 black pawn · b7 black pawn · c7 black pawn · d7 black pawn · e7 black bishop · f7 black pawn · g7 black pawn · h7 black pawn · c6 black knight · e6 black pawn · d5 black knight · e5 white pawn · d4 white pawn · h4 white pawn · d3 white bishop · f3 white knight · a2 white pawn · b2 white pawn · c2 white pawn · f2 white pawn · g2 white pawn · a1 white rook · b1 white knight · c1 white bishop · d1 white queen · e1 white king · h1 white rook | a8 black rook · c8 black bishop · d8 black queen · f8 black rook · g8 black king · a7 black pawn · b7 black pawn · c7 black pawn · d7 black pawn · e7 black bishop · f7 black pawn · g7 black pawn · h7 black pawn · c6 black knight · e6 black pawn · d5 black knight · e5 white pawn · d4 white pawn · h4 white pawn · d3 white bishop · f3 white knight · a2 white pawn · b2 white pawn · c2 white pawn · f2 white pawn · g2 white pawn · a1 white rook · b1 white knight · c1 white bishop · d1 white queen · e1 white king · h1 white rook | a8 black rook · c8 black bishop · d8 black queen · f8 black rook · g8 black king · a7 black pawn · b7 black pawn · c7 black pawn · d7 black pawn · e7 black bishop · f7 black pawn · g7 black pawn · h7 black pawn · c6 black knight · e6 black pawn · d5 black knight · e5 white pawn · d4 white pawn · h4 white pawn · d3 white bishop · f3 white knight · a2 white pawn · b2 white pawn · c2 white pawn · f2 white pawn · g2 white pawn · a1 white rook · b1 white knight · c1 white bishop · d1 white queen · e1 white king · h1 white rook | a8 black rook · c8 black bishop · d8 black queen · f8 black rook · g8 black king · a7 black pawn · b7 black pawn · c7 black pawn · d7 black pawn · e7 black bishop · f7 black pawn · g7 black pawn · h7 black pawn · c6 black knight · e6 black pawn · d5 black knight · e5 white pawn · d4 white pawn · h4 white pawn · d3 white bishop · f3 white knight · a2 white pawn · b2 white pawn · c2 white pawn · f2 white pawn · g2 white pawn · a1 white rook · b1 white knight · c1 white bishop · d1 white queen · e1 white king · h1 white rook | a8 black rook · c8 black bishop · d8 black queen · f8 black rook · g8 black king · a7 black pawn · b7 black pawn · c7 black pawn · d7 black pawn · e7 black bishop · f7 black pawn · g7 black pawn · h7 black pawn · c6 black knight · e6 black pawn · d5 black knight · e5 white pawn · d4 white pawn · h4 white pawn · d3 white bishop · f3 white knight · a2 white pawn · b2 white pawn · c2 white pawn · f2 white pawn · g2 white pawn · a1 white rook · b1 white knight · c1 white bishop · d1 white queen · e1 white king · h1 white rook | a8 black rook · c8 black bishop · d8 black queen · f8 black rook · g8 black king · a7 black pawn · b7 black pawn · c7 black pawn · d7 black pawn · e7 black bishop · f7 black pawn · g7 black pawn · h7 black pawn · c6 black knight · e6 black pawn · d5 black knight · e5 white pawn · d4 white pawn · h4 white pawn · d3 white bishop · f3 white knight · a2 white pawn · b2 white pawn · c2 white pawn · f2 white pawn · g2 white pawn · a1 white rook · b1 white knight · c1 white bishop · d1 white queen · e1 white king · h1 white rook | a8 black rook · c8 black bishop · d8 black queen · f8 black rook · g8 black king · a7 black pawn · b7 black pawn · c7 black pawn · d7 black pawn · e7 black bishop · f7 black pawn · g7 black pawn · h7 black pawn · c6 black knight · e6 black pawn · d5 black knight · e5 white pawn · d4 white pawn · h4 white pawn · d3 white bishop · f3 white knight · a2 white pawn · b2 white pawn · c2 white pawn · f2 white pawn · g2 white pawn · a1 white rook · b1 white knight · c1 white bishop · d1 white queen · e1 white king · h1 white rook | a8 black rook · c8 black bishop · d8 black queen · f8 black rook · g8 black king · a7 black pawn · b7 black pawn · c7 black pawn · d7 black pawn · e7 black bishop · f7 black pawn · g7 black pawn · h7 black pawn · c6 black knight · e6 black pawn · d5 black knight · e5 white pawn · d4 white pawn · h4 white pawn · d3 white bishop · f3 white knight · a2 white pawn · b2 white pawn · c2 white pawn · f2 white pawn · g2 white pawn · a1 white rook · b1 white knight · c1 white bishop · d1 white queen · e1 white king · h1 white rook | 2 |
| 1 | a8 black rook · c8 black bishop · d8 black queen · f8 black rook · g8 black king · a7 black pawn · b7 black pawn · c7 black pawn · d7 black pawn · e7 black bishop · f7 black pawn · g7 black pawn · h7 black pawn · c6 black knight · e6 black pawn · d5 black knight · e5 white pawn · d4 white pawn · h4 white pawn · d3 white bishop · f3 white knight · a2 white pawn · b2 white pawn · c2 white pawn · f2 white pawn · g2 white pawn · a1 white rook · b1 white knight · c1 white bishop · d1 white queen · e1 white king · h1 white rook | a8 black rook · c8 black bishop · d8 black queen · f8 black rook · g8 black king · a7 black pawn · b7 black pawn · c7 black pawn · d7 black pawn · e7 black bishop · f7 black pawn · g7 black pawn · h7 black pawn · c6 black knight · e6 black pawn · d5 black knight · e5 white pawn · d4 white pawn · h4 white pawn · d3 white bishop · f3 white knight · a2 white pawn · b2 white pawn · c2 white pawn · f2 white pawn · g2 white pawn · a1 white rook · b1 white knight · c1 white bishop · d1 white queen · e1 white king · h1 white rook | a8 black rook · c8 black bishop · d8 black queen · f8 black rook · g8 black king · a7 black pawn · b7 black pawn · c7 black pawn · d7 black pawn · e7 black bishop · f7 black pawn · g7 black pawn · h7 black pawn · c6 black knight · e6 black pawn · d5 black knight · e5 white pawn · d4 white pawn · h4 white pawn · d3 white bishop · f3 white knight · a2 white pawn · b2 white pawn · c2 white pawn · f2 white pawn · g2 white pawn · a1 white rook · b1 white knight · c1 white bishop · d1 white queen · e1 white king · h1 white rook | a8 black rook · c8 black bishop · d8 black queen · f8 black rook · g8 black king · a7 black pawn · b7 black pawn · c7 black pawn · d7 black pawn · e7 black bishop · f7 black pawn · g7 black pawn · h7 black pawn · c6 black knight · e6 black pawn · d5 black knight · e5 white pawn · d4 white pawn · h4 white pawn · d3 white bishop · f3 white knight · a2 white pawn · b2 white pawn · c2 white pawn · f2 white pawn · g2 white pawn · a1 white rook · b1 white knight · c1 white bishop · d1 white queen · e1 white king · h1 white rook | a8 black rook · c8 black bishop · d8 black queen · f8 black rook · g8 black king · a7 black pawn · b7 black pawn · c7 black pawn · d7 black pawn · e7 black bishop · f7 black pawn · g7 black pawn · h7 black pawn · c6 black knight · e6 black pawn · d5 black knight · e5 white pawn · d4 white pawn · h4 white pawn · d3 white bishop · f3 white knight · a2 white pawn · b2 white pawn · c2 white pawn · f2 white pawn · g2 white pawn · a1 white rook · b1 white knight · c1 white bishop · d1 white queen · e1 white king · h1 white rook | a8 black rook · c8 black bishop · d8 black queen · f8 black rook · g8 black king · a7 black pawn · b7 black pawn · c7 black pawn · d7 black pawn · e7 black bishop · f7 black pawn · g7 black pawn · h7 black pawn · c6 black knight · e6 black pawn · d5 black knight · e5 white pawn · d4 white pawn · h4 white pawn · d3 white bishop · f3 white knight · a2 white pawn · b2 white pawn · c2 white pawn · f2 white pawn · g2 white pawn · a1 white rook · b1 white knight · c1 white bishop · d1 white queen · e1 white king · h1 white rook | a8 black rook · c8 black bishop · d8 black queen · f8 black rook · g8 black king · a7 black pawn · b7 black pawn · c7 black pawn · d7 black pawn · e7 black bishop · f7 black pawn · g7 black pawn · h7 black pawn · c6 black knight · e6 black pawn · d5 black knight · e5 white pawn · d4 white pawn · h4 white pawn · d3 white bishop · f3 white knight · a2 white pawn · b2 white pawn · c2 white pawn · f2 white pawn · g2 white pawn · a1 white rook · b1 white knight · c1 white bishop · d1 white queen · e1 white king · h1 white rook | a8 black rook · c8 black bishop · d8 black queen · f8 black rook · g8 black king · a7 black pawn · b7 black pawn · c7 black pawn · d7 black pawn · e7 black bishop · f7 black pawn · g7 black pawn · h7 black pawn · c6 black knight · e6 black pawn · d5 black knight · e5 white pawn · d4 white pawn · h4 white pawn · d3 white bishop · f3 white knight · a2 white pawn · b2 white pawn · c2 white pawn · f2 white pawn · g2 white pawn · a1 white rook · b1 white knight · c1 white bishop · d1 white queen · e1 white king · h1 white rook | 1 |
|   | a | b | c | d | e | f | g | h |   |

Ово је најстарија и у шаховској теорији најистраженија од свих жртава које се спроводе при рокадном нападу, а репрезентативна је и за питање улоге поља х7 и ф7 (или х2 и ф2) као матних и помоћних жаришта.
Оваква жртва се често назива и „грчки дар“.
Најстарији извод жртве ловца на х7 са даљим Сг5+ налази се у књижици Ђоакина Грека из 1619. године, а први систематски приказ те жртве објавио је швајцарски мајстор Ервин Фелми.
Ако протвиник прихвати жртву, након узимања ловца брани се на три могућа начина: потезима Кг8, Кх6, или Кг6. Коректност жртве ловца на х7 условљавају разни предуслови: бели мора имати даму, ловца и скакача. Белопољни ловац мора да има могућност за потез Лх7, који треба да држи темпо тако што даје шах, или узима пешака. Неопходно је да је скакачу приступачно поље г5 (без штете), а дами поље х5 (иако је у неким случајевима довољно да се може пребацити и на неко друго поље х-линије). На страни црног, потребно је да су нетакнути пешаци ф7 и г7 (изузетно, уместо пешака г7 може стајати и ловац), а х-пешак треба да буде на х7 (изузетно на х5), али га црни и не мора имати. Положај црне даме на д8 и топа на ф8 олакшава, али не условљава апсолутну коректност жртве. Важније је да црни скакач не може на поље ф6, а црна дама или ловац да не могу без штете заузети дијагоналу б1-х7.

### Жртва два топа
То је обично пасивна жртва, топови се обично жртвују како би се противничке фигуре одвукле од главног попришта битке. У мајсторској пракси, најпознатији пример овог типа жртве је чувена „бесмртна партија“ Андерсен-Киезерицки из 1851. године, где је Андерсен жртвовао два топа само како би одвукао противникову даму и ловца од одбране краља.

### Жртва ловачког пара
|   | a | b | c | d | e | f | g | h |   |
| 8 | d8 black rook · f8 black rook · g8 black king · a7 black pawn · c7 black queen · f7 black pawn · g7 black pawn · h7 black pawn · d6 black bishop · e6 black bishop · d5 black pawn · e5 white bishop · b4 black pawn · c3 white pawn · f3 white queen · h3 white pawn · a2 white pawn · b2 white pawn · c2 white bishop · f2 white pawn · g2 white pawn · d1 white rook · e1 white rook · g1 white king | d8 black rook · f8 black rook · g8 black king · a7 black pawn · c7 black queen · f7 black pawn · g7 black pawn · h7 black pawn · d6 black bishop · e6 black bishop · d5 black pawn · e5 white bishop · b4 black pawn · c3 white pawn · f3 white queen · h3 white pawn · a2 white pawn · b2 white pawn · c2 white bishop · f2 white pawn · g2 white pawn · d1 white rook · e1 white rook · g1 white king | d8 black rook · f8 black rook · g8 black king · a7 black pawn · c7 black queen · f7 black pawn · g7 black pawn · h7 black pawn · d6 black bishop · e6 black bishop · d5 black pawn · e5 white bishop · b4 black pawn · c3 white pawn · f3 white queen · h3 white pawn · a2 white pawn · b2 white pawn · c2 white bishop · f2 white pawn · g2 white pawn · d1 white rook · e1 white rook · g1 white king | d8 black rook · f8 black rook · g8 black king · a7 black pawn · c7 black queen · f7 black pawn · g7 black pawn · h7 black pawn · d6 black bishop · e6 black bishop · d5 black pawn · e5 white bishop · b4 black pawn · c3 white pawn · f3 white queen · h3 white pawn · a2 white pawn · b2 white pawn · c2 white bishop · f2 white pawn · g2 white pawn · d1 white rook · e1 white rook · g1 white king | d8 black rook · f8 black rook · g8 black king · a7 black pawn · c7 black queen · f7 black pawn · g7 black pawn · h7 black pawn · d6 black bishop · e6 black bishop · d5 black pawn · e5 white bishop · b4 black pawn · c3 white pawn · f3 white queen · h3 white pawn · a2 white pawn · b2 white pawn · c2 white bishop · f2 white pawn · g2 white pawn · d1 white rook · e1 white rook · g1 white king | d8 black rook · f8 black rook · g8 black king · a7 black pawn · c7 black queen · f7 black pawn · g7 black pawn · h7 black pawn · d6 black bishop · e6 black bishop · d5 black pawn · e5 white bishop · b4 black pawn · c3 white pawn · f3 white queen · h3 white pawn · a2 white pawn · b2 white pawn · c2 white bishop · f2 white pawn · g2 white pawn · d1 white rook · e1 white rook · g1 white king | d8 black rook · f8 black rook · g8 black king · a7 black pawn · c7 black queen · f7 black pawn · g7 black pawn · h7 black pawn · d6 black bishop · e6 black bishop · d5 black pawn · e5 white bishop · b4 black pawn · c3 white pawn · f3 white queen · h3 white pawn · a2 white pawn · b2 white pawn · c2 white bishop · f2 white pawn · g2 white pawn · d1 white rook · e1 white rook · g1 white king | d8 black rook · f8 black rook · g8 black king · a7 black pawn · c7 black queen · f7 black pawn · g7 black pawn · h7 black pawn · d6 black bishop · e6 black bishop · d5 black pawn · e5 white bishop · b4 black pawn · c3 white pawn · f3 white queen · h3 white pawn · a2 white pawn · b2 white pawn · c2 white bishop · f2 white pawn · g2 white pawn · d1 white rook · e1 white rook · g1 white king | 8 |
| 7 | d8 black rook · f8 black rook · g8 black king · a7 black pawn · c7 black queen · f7 black pawn · g7 black pawn · h7 black pawn · d6 black bishop · e6 black bishop · d5 black pawn · e5 white bishop · b4 black pawn · c3 white pawn · f3 white queen · h3 white pawn · a2 white pawn · b2 white pawn · c2 white bishop · f2 white pawn · g2 white pawn · d1 white rook · e1 white rook · g1 white king | d8 black rook · f8 black rook · g8 black king · a7 black pawn · c7 black queen · f7 black pawn · g7 black pawn · h7 black pawn · d6 black bishop · e6 black bishop · d5 black pawn · e5 white bishop · b4 black pawn · c3 white pawn · f3 white queen · h3 white pawn · a2 white pawn · b2 white pawn · c2 white bishop · f2 white pawn · g2 white pawn · d1 white rook · e1 white rook · g1 white king | d8 black rook · f8 black rook · g8 black king · a7 black pawn · c7 black queen · f7 black pawn · g7 black pawn · h7 black pawn · d6 black bishop · e6 black bishop · d5 black pawn · e5 white bishop · b4 black pawn · c3 white pawn · f3 white queen · h3 white pawn · a2 white pawn · b2 white pawn · c2 white bishop · f2 white pawn · g2 white pawn · d1 white rook · e1 white rook · g1 white king | d8 black rook · f8 black rook · g8 black king · a7 black pawn · c7 black queen · f7 black pawn · g7 black pawn · h7 black pawn · d6 black bishop · e6 black bishop · d5 black pawn · e5 white bishop · b4 black pawn · c3 white pawn · f3 white queen · h3 white pawn · a2 white pawn · b2 white pawn · c2 white bishop · f2 white pawn · g2 white pawn · d1 white rook · e1 white rook · g1 white king | d8 black rook · f8 black rook · g8 black king · a7 black pawn · c7 black queen · f7 black pawn · g7 black pawn · h7 black pawn · d6 black bishop · e6 black bishop · d5 black pawn · e5 white bishop · b4 black pawn · c3 white pawn · f3 white queen · h3 white pawn · a2 white pawn · b2 white pawn · c2 white bishop · f2 white pawn · g2 white pawn · d1 white rook · e1 white rook · g1 white king | d8 black rook · f8 black rook · g8 black king · a7 black pawn · c7 black queen · f7 black pawn · g7 black pawn · h7 black pawn · d6 black bishop · e6 black bishop · d5 black pawn · e5 white bishop · b4 black pawn · c3 white pawn · f3 white queen · h3 white pawn · a2 white pawn · b2 white pawn · c2 white bishop · f2 white pawn · g2 white pawn · d1 white rook · e1 white rook · g1 white king | d8 black rook · f8 black rook · g8 black king · a7 black pawn · c7 black queen · f7 black pawn · g7 black pawn · h7 black pawn · d6 black bishop · e6 black bishop · d5 black pawn · e5 white bishop · b4 black pawn · c3 white pawn · f3 white queen · h3 white pawn · a2 white pawn · b2 white pawn · c2 white bishop · f2 white pawn · g2 white pawn · d1 white rook · e1 white rook · g1 white king | d8 black rook · f8 black rook · g8 black king · a7 black pawn · c7 black queen · f7 black pawn · g7 black pawn · h7 black pawn · d6 black bishop · e6 black bishop · d5 black pawn · e5 white bishop · b4 black pawn · c3 white pawn · f3 white queen · h3 white pawn · a2 white pawn · b2 white pawn · c2 white bishop · f2 white pawn · g2 white pawn · d1 white rook · e1 white rook · g1 white king | 7 |
| 6 | d8 black rook · f8 black rook · g8 black king · a7 black pawn · c7 black queen · f7 black pawn · g7 black pawn · h7 black pawn · d6 black bishop · e6 black bishop · d5 black pawn · e5 white bishop · b4 black pawn · c3 white pawn · f3 white queen · h3 white pawn · a2 white pawn · b2 white pawn · c2 white bishop · f2 white pawn · g2 white pawn · d1 white rook · e1 white rook · g1 white king | d8 black rook · f8 black rook · g8 black king · a7 black pawn · c7 black queen · f7 black pawn · g7 black pawn · h7 black pawn · d6 black bishop · e6 black bishop · d5 black pawn · e5 white bishop · b4 black pawn · c3 white pawn · f3 white queen · h3 white pawn · a2 white pawn · b2 white pawn · c2 white bishop · f2 white pawn · g2 white pawn · d1 white rook · e1 white rook · g1 white king | d8 black rook · f8 black rook · g8 black king · a7 black pawn · c7 black queen · f7 black pawn · g7 black pawn · h7 black pawn · d6 black bishop · e6 black bishop · d5 black pawn · e5 white bishop · b4 black pawn · c3 white pawn · f3 white queen · h3 white pawn · a2 white pawn · b2 white pawn · c2 white bishop · f2 white pawn · g2 white pawn · d1 white rook · e1 white rook · g1 white king | d8 black rook · f8 black rook · g8 black king · a7 black pawn · c7 black queen · f7 black pawn · g7 black pawn · h7 black pawn · d6 black bishop · e6 black bishop · d5 black pawn · e5 white bishop · b4 black pawn · c3 white pawn · f3 white queen · h3 white pawn · a2 white pawn · b2 white pawn · c2 white bishop · f2 white pawn · g2 white pawn · d1 white rook · e1 white rook · g1 white king | d8 black rook · f8 black rook · g8 black king · a7 black pawn · c7 black queen · f7 black pawn · g7 black pawn · h7 black pawn · d6 black bishop · e6 black bishop · d5 black pawn · e5 white bishop · b4 black pawn · c3 white pawn · f3 white queen · h3 white pawn · a2 white pawn · b2 white pawn · c2 white bishop · f2 white pawn · g2 white pawn · d1 white rook · e1 white rook · g1 white king | d8 black rook · f8 black rook · g8 black king · a7 black pawn · c7 black queen · f7 black pawn · g7 black pawn · h7 black pawn · d6 black bishop · e6 black bishop · d5 black pawn · e5 white bishop · b4 black pawn · c3 white pawn · f3 white queen · h3 white pawn · a2 white pawn · b2 white pawn · c2 white bishop · f2 white pawn · g2 white pawn · d1 white rook · e1 white rook · g1 white king | d8 black rook · f8 black rook · g8 black king · a7 black pawn · c7 black queen · f7 black pawn · g7 black pawn · h7 black pawn · d6 black bishop · e6 black bishop · d5 black pawn · e5 white bishop · b4 black pawn · c3 white pawn · f3 white queen · h3 white pawn · a2 white pawn · b2 white pawn · c2 white bishop · f2 white pawn · g2 white pawn · d1 white rook · e1 white rook · g1 white king | d8 black rook · f8 black rook · g8 black king · a7 black pawn · c7 black queen · f7 black pawn · g7 black pawn · h7 black pawn · d6 black bishop · e6 black bishop · d5 black pawn · e5 white bishop · b4 black pawn · c3 white pawn · f3 white queen · h3 white pawn · a2 white pawn · b2 white pawn · c2 white bishop · f2 white pawn · g2 white pawn · d1 white rook · e1 white rook · g1 white king | 6 |
| 5 | d8 black rook · f8 black rook · g8 black king · a7 black pawn · c7 black queen · f7 black pawn · g7 black pawn · h7 black pawn · d6 black bishop · e6 black bishop · d5 black pawn · e5 white bishop · b4 black pawn · c3 white pawn · f3 white queen · h3 white pawn · a2 white pawn · b2 white pawn · c2 white bishop · f2 white pawn · g2 white pawn · d1 white rook · e1 white rook · g1 white king | d8 black rook · f8 black rook · g8 black king · a7 black pawn · c7 black queen · f7 black pawn · g7 black pawn · h7 black pawn · d6 black bishop · e6 black bishop · d5 black pawn · e5 white bishop · b4 black pawn · c3 white pawn · f3 white queen · h3 white pawn · a2 white pawn · b2 white pawn · c2 white bishop · f2 white pawn · g2 white pawn · d1 white rook · e1 white rook · g1 white king | d8 black rook · f8 black rook · g8 black king · a7 black pawn · c7 black queen · f7 black pawn · g7 black pawn · h7 black pawn · d6 black bishop · e6 black bishop · d5 black pawn · e5 white bishop · b4 black pawn · c3 white pawn · f3 white queen · h3 white pawn · a2 white pawn · b2 white pawn · c2 white bishop · f2 white pawn · g2 white pawn · d1 white rook · e1 white rook · g1 white king | d8 black rook · f8 black rook · g8 black king · a7 black pawn · c7 black queen · f7 black pawn · g7 black pawn · h7 black pawn · d6 black bishop · e6 black bishop · d5 black pawn · e5 white bishop · b4 black pawn · c3 white pawn · f3 white queen · h3 white pawn · a2 white pawn · b2 white pawn · c2 white bishop · f2 white pawn · g2 white pawn · d1 white rook · e1 white rook · g1 white king | d8 black rook · f8 black rook · g8 black king · a7 black pawn · c7 black queen · f7 black pawn · g7 black pawn · h7 black pawn · d6 black bishop · e6 black bishop · d5 black pawn · e5 white bishop · b4 black pawn · c3 white pawn · f3 white queen · h3 white pawn · a2 white pawn · b2 white pawn · c2 white bishop · f2 white pawn · g2 white pawn · d1 white rook · e1 white rook · g1 white king | d8 black rook · f8 black rook · g8 black king · a7 black pawn · c7 black queen · f7 black pawn · g7 black pawn · h7 black pawn · d6 black bishop · e6 black bishop · d5 black pawn · e5 white bishop · b4 black pawn · c3 white pawn · f3 white queen · h3 white pawn · a2 white pawn · b2 white pawn · c2 white bishop · f2 white pawn · g2 white pawn · d1 white rook · e1 white rook · g1 white king | d8 black rook · f8 black rook · g8 black king · a7 black pawn · c7 black queen · f7 black pawn · g7 black pawn · h7 black pawn · d6 black bishop · e6 black bishop · d5 black pawn · e5 white bishop · b4 black pawn · c3 white pawn · f3 white queen · h3 white pawn · a2 white pawn · b2 white pawn · c2 white bishop · f2 white pawn · g2 white pawn · d1 white rook · e1 white rook · g1 white king | d8 black rook · f8 black rook · g8 black king · a7 black pawn · c7 black queen · f7 black pawn · g7 black pawn · h7 black pawn · d6 black bishop · e6 black bishop · d5 black pawn · e5 white bishop · b4 black pawn · c3 white pawn · f3 white queen · h3 white pawn · a2 white pawn · b2 white pawn · c2 white bishop · f2 white pawn · g2 white pawn · d1 white rook · e1 white rook · g1 white king | 5 |
| 4 | d8 black rook · f8 black rook · g8 black king · a7 black pawn · c7 black queen · f7 black pawn · g7 black pawn · h7 black pawn · d6 black bishop · e6 black bishop · d5 black pawn · e5 white bishop · b4 black pawn · c3 white pawn · f3 white queen · h3 white pawn · a2 white pawn · b2 white pawn · c2 white bishop · f2 white pawn · g2 white pawn · d1 white rook · e1 white rook · g1 white king | d8 black rook · f8 black rook · g8 black king · a7 black pawn · c7 black queen · f7 black pawn · g7 black pawn · h7 black pawn · d6 black bishop · e6 black bishop · d5 black pawn · e5 white bishop · b4 black pawn · c3 white pawn · f3 white queen · h3 white pawn · a2 white pawn · b2 white pawn · c2 white bishop · f2 white pawn · g2 white pawn · d1 white rook · e1 white rook · g1 white king | d8 black rook · f8 black rook · g8 black king · a7 black pawn · c7 black queen · f7 black pawn · g7 black pawn · h7 black pawn · d6 black bishop · e6 black bishop · d5 black pawn · e5 white bishop · b4 black pawn · c3 white pawn · f3 white queen · h3 white pawn · a2 white pawn · b2 white pawn · c2 white bishop · f2 white pawn · g2 white pawn · d1 white rook · e1 white rook · g1 white king | d8 black rook · f8 black rook · g8 black king · a7 black pawn · c7 black queen · f7 black pawn · g7 black pawn · h7 black pawn · d6 black bishop · e6 black bishop · d5 black pawn · e5 white bishop · b4 black pawn · c3 white pawn · f3 white queen · h3 white pawn · a2 white pawn · b2 white pawn · c2 white bishop · f2 white pawn · g2 white pawn · d1 white rook · e1 white rook · g1 white king | d8 black rook · f8 black rook · g8 black king · a7 black pawn · c7 black queen · f7 black pawn · g7 black pawn · h7 black pawn · d6 black bishop · e6 black bishop · d5 black pawn · e5 white bishop · b4 black pawn · c3 white pawn · f3 white queen · h3 white pawn · a2 white pawn · b2 white pawn · c2 white bishop · f2 white pawn · g2 white pawn · d1 white rook · e1 white rook · g1 white king | d8 black rook · f8 black rook · g8 black king · a7 black pawn · c7 black queen · f7 black pawn · g7 black pawn · h7 black pawn · d6 black bishop · e6 black bishop · d5 black pawn · e5 white bishop · b4 black pawn · c3 white pawn · f3 white queen · h3 white pawn · a2 white pawn · b2 white pawn · c2 white bishop · f2 white pawn · g2 white pawn · d1 white rook · e1 white rook · g1 white king | d8 black rook · f8 black rook · g8 black king · a7 black pawn · c7 black queen · f7 black pawn · g7 black pawn · h7 black pawn · d6 black bishop · e6 black bishop · d5 black pawn · e5 white bishop · b4 black pawn · c3 white pawn · f3 white queen · h3 white pawn · a2 white pawn · b2 white pawn · c2 white bishop · f2 white pawn · g2 white pawn · d1 white rook · e1 white rook · g1 white king | d8 black rook · f8 black rook · g8 black king · a7 black pawn · c7 black queen · f7 black pawn · g7 black pawn · h7 black pawn · d6 black bishop · e6 black bishop · d5 black pawn · e5 white bishop · b4 black pawn · c3 white pawn · f3 white queen · h3 white pawn · a2 white pawn · b2 white pawn · c2 white bishop · f2 white pawn · g2 white pawn · d1 white rook · e1 white rook · g1 white king | 4 |
| 3 | d8 black rook · f8 black rook · g8 black king · a7 black pawn · c7 black queen · f7 black pawn · g7 black pawn · h7 black pawn · d6 black bishop · e6 black bishop · d5 black pawn · e5 white bishop · b4 black pawn · c3 white pawn · f3 white queen · h3 white pawn · a2 white pawn · b2 white pawn · c2 white bishop · f2 white pawn · g2 white pawn · d1 white rook · e1 white rook · g1 white king | d8 black rook · f8 black rook · g8 black king · a7 black pawn · c7 black queen · f7 black pawn · g7 black pawn · h7 black pawn · d6 black bishop · e6 black bishop · d5 black pawn · e5 white bishop · b4 black pawn · c3 white pawn · f3 white queen · h3 white pawn · a2 white pawn · b2 white pawn · c2 white bishop · f2 white pawn · g2 white pawn · d1 white rook · e1 white rook · g1 white king | d8 black rook · f8 black rook · g8 black king · a7 black pawn · c7 black queen · f7 black pawn · g7 black pawn · h7 black pawn · d6 black bishop · e6 black bishop · d5 black pawn · e5 white bishop · b4 black pawn · c3 white pawn · f3 white queen · h3 white pawn · a2 white pawn · b2 white pawn · c2 white bishop · f2 white pawn · g2 white pawn · d1 white rook · e1 white rook · g1 white king | d8 black rook · f8 black rook · g8 black king · a7 black pawn · c7 black queen · f7 black pawn · g7 black pawn · h7 black pawn · d6 black bishop · e6 black bishop · d5 black pawn · e5 white bishop · b4 black pawn · c3 white pawn · f3 white queen · h3 white pawn · a2 white pawn · b2 white pawn · c2 white bishop · f2 white pawn · g2 white pawn · d1 white rook · e1 white rook · g1 white king | d8 black rook · f8 black rook · g8 black king · a7 black pawn · c7 black queen · f7 black pawn · g7 black pawn · h7 black pawn · d6 black bishop · e6 black bishop · d5 black pawn · e5 white bishop · b4 black pawn · c3 white pawn · f3 white queen · h3 white pawn · a2 white pawn · b2 white pawn · c2 white bishop · f2 white pawn · g2 white pawn · d1 white rook · e1 white rook · g1 white king | d8 black rook · f8 black rook · g8 black king · a7 black pawn · c7 black queen · f7 black pawn · g7 black pawn · h7 black pawn · d6 black bishop · e6 black bishop · d5 black pawn · e5 white bishop · b4 black pawn · c3 white pawn · f3 white queen · h3 white pawn · a2 white pawn · b2 white pawn · c2 white bishop · f2 white pawn · g2 white pawn · d1 white rook · e1 white rook · g1 white king | d8 black rook · f8 black rook · g8 black king · a7 black pawn · c7 black queen · f7 black pawn · g7 black pawn · h7 black pawn · d6 black bishop · e6 black bishop · d5 black pawn · e5 white bishop · b4 black pawn · c3 white pawn · f3 white queen · h3 white pawn · a2 white pawn · b2 white pawn · c2 white bishop · f2 white pawn · g2 white pawn · d1 white rook · e1 white rook · g1 white king | d8 black rook · f8 black rook · g8 black king · a7 black pawn · c7 black queen · f7 black pawn · g7 black pawn · h7 black pawn · d6 black bishop · e6 black bishop · d5 black pawn · e5 white bishop · b4 black pawn · c3 white pawn · f3 white queen · h3 white pawn · a2 white pawn · b2 white pawn · c2 white bishop · f2 white pawn · g2 white pawn · d1 white rook · e1 white rook · g1 white king | 3 |
| 2 | d8 black rook · f8 black rook · g8 black king · a7 black pawn · c7 black queen · f7 black pawn · g7 black pawn · h7 black pawn · d6 black bishop · e6 black bishop · d5 black pawn · e5 white bishop · b4 black pawn · c3 white pawn · f3 white queen · h3 white pawn · a2 white pawn · b2 white pawn · c2 white bishop · f2 white pawn · g2 white pawn · d1 white rook · e1 white rook · g1 white king | d8 black rook · f8 black rook · g8 black king · a7 black pawn · c7 black queen · f7 black pawn · g7 black pawn · h7 black pawn · d6 black bishop · e6 black bishop · d5 black pawn · e5 white bishop · b4 black pawn · c3 white pawn · f3 white queen · h3 white pawn · a2 white pawn · b2 white pawn · c2 white bishop · f2 white pawn · g2 white pawn · d1 white rook · e1 white rook · g1 white king | d8 black rook · f8 black rook · g8 black king · a7 black pawn · c7 black queen · f7 black pawn · g7 black pawn · h7 black pawn · d6 black bishop · e6 black bishop · d5 black pawn · e5 white bishop · b4 black pawn · c3 white pawn · f3 white queen · h3 white pawn · a2 white pawn · b2 white pawn · c2 white bishop · f2 white pawn · g2 white pawn · d1 white rook · e1 white rook · g1 white king | d8 black rook · f8 black rook · g8 black king · a7 black pawn · c7 black queen · f7 black pawn · g7 black pawn · h7 black pawn · d6 black bishop · e6 black bishop · d5 black pawn · e5 white bishop · b4 black pawn · c3 white pawn · f3 white queen · h3 white pawn · a2 white pawn · b2 white pawn · c2 white bishop · f2 white pawn · g2 white pawn · d1 white rook · e1 white rook · g1 white king | d8 black rook · f8 black rook · g8 black king · a7 black pawn · c7 black queen · f7 black pawn · g7 black pawn · h7 black pawn · d6 black bishop · e6 black bishop · d5 black pawn · e5 white bishop · b4 black pawn · c3 white pawn · f3 white queen · h3 white pawn · a2 white pawn · b2 white pawn · c2 white bishop · f2 white pawn · g2 white pawn · d1 white rook · e1 white rook · g1 white king | d8 black rook · f8 black rook · g8 black king · a7 black pawn · c7 black queen · f7 black pawn · g7 black pawn · h7 black pawn · d6 black bishop · e6 black bishop · d5 black pawn · e5 white bishop · b4 black pawn · c3 white pawn · f3 white queen · h3 white pawn · a2 white pawn · b2 white pawn · c2 white bishop · f2 white pawn · g2 white pawn · d1 white rook · e1 white rook · g1 white king | d8 black rook · f8 black rook · g8 black king · a7 black pawn · c7 black queen · f7 black pawn · g7 black pawn · h7 black pawn · d6 black bishop · e6 black bishop · d5 black pawn · e5 white bishop · b4 black pawn · c3 white pawn · f3 white queen · h3 white pawn · a2 white pawn · b2 white pawn · c2 white bishop · f2 white pawn · g2 white pawn · d1 white rook · e1 white rook · g1 white king | d8 black rook · f8 black rook · g8 black king · a7 black pawn · c7 black queen · f7 black pawn · g7 black pawn · h7 black pawn · d6 black bishop · e6 black bishop · d5 black pawn · e5 white bishop · b4 black pawn · c3 white pawn · f3 white queen · h3 white pawn · a2 white pawn · b2 white pawn · c2 white bishop · f2 white pawn · g2 white pawn · d1 white rook · e1 white rook · g1 white king | 2 |
| 1 | d8 black rook · f8 black rook · g8 black king · a7 black pawn · c7 black queen · f7 black pawn · g7 black pawn · h7 black pawn · d6 black bishop · e6 black bishop · d5 black pawn · e5 white bishop · b4 black pawn · c3 white pawn · f3 white queen · h3 white pawn · a2 white pawn · b2 white pawn · c2 white bishop · f2 white pawn · g2 white pawn · d1 white rook · e1 white rook · g1 white king | d8 black rook · f8 black rook · g8 black king · a7 black pawn · c7 black queen · f7 black pawn · g7 black pawn · h7 black pawn · d6 black bishop · e6 black bishop · d5 black pawn · e5 white bishop · b4 black pawn · c3 white pawn · f3 white queen · h3 white pawn · a2 white pawn · b2 white pawn · c2 white bishop · f2 white pawn · g2 white pawn · d1 white rook · e1 white rook · g1 white king | d8 black rook · f8 black rook · g8 black king · a7 black pawn · c7 black queen · f7 black pawn · g7 black pawn · h7 black pawn · d6 black bishop · e6 black bishop · d5 black pawn · e5 white bishop · b4 black pawn · c3 white pawn · f3 white queen · h3 white pawn · a2 white pawn · b2 white pawn · c2 white bishop · f2 white pawn · g2 white pawn · d1 white rook · e1 white rook · g1 white king | d8 black rook · f8 black rook · g8 black king · a7 black pawn · c7 black queen · f7 black pawn · g7 black pawn · h7 black pawn · d6 black bishop · e6 black bishop · d5 black pawn · e5 white bishop · b4 black pawn · c3 white pawn · f3 white queen · h3 white pawn · a2 white pawn · b2 white pawn · c2 white bishop · f2 white pawn · g2 white pawn · d1 white rook · e1 white rook · g1 white king | d8 black rook · f8 black rook · g8 black king · a7 black pawn · c7 black queen · f7 black pawn · g7 black pawn · h7 black pawn · d6 black bishop · e6 black bishop · d5 black pawn · e5 white bishop · b4 black pawn · c3 white pawn · f3 white queen · h3 white pawn · a2 white pawn · b2 white pawn · c2 white bishop · f2 white pawn · g2 white pawn · d1 white rook · e1 white rook · g1 white king | d8 black rook · f8 black rook · g8 black king · a7 black pawn · c7 black queen · f7 black pawn · g7 black pawn · h7 black pawn · d6 black bishop · e6 black bishop · d5 black pawn · e5 white bishop · b4 black pawn · c3 white pawn · f3 white queen · h3 white pawn · a2 white pawn · b2 white pawn · c2 white bishop · f2 white pawn · g2 white pawn · d1 white rook · e1 white rook · g1 white king | d8 black rook · f8 black rook · g8 black king · a7 black pawn · c7 black queen · f7 black pawn · g7 black pawn · h7 black pawn · d6 black bishop · e6 black bishop · d5 black pawn · e5 white bishop · b4 black pawn · c3 white pawn · f3 white queen · h3 white pawn · a2 white pawn · b2 white pawn · c2 white bishop · f2 white pawn · g2 white pawn · d1 white rook · e1 white rook · g1 white king | d8 black rook · f8 black rook · g8 black king · a7 black pawn · c7 black queen · f7 black pawn · g7 black pawn · h7 black pawn · d6 black bishop · e6 black bishop · d5 black pawn · e5 white bishop · b4 black pawn · c3 white pawn · f3 white queen · h3 white pawn · a2 white pawn · b2 white pawn · c2 white bishop · f2 white pawn · g2 white pawn · d1 white rook · e1 white rook · g1 white king | 1 |
|   | a | b | c | d | e | f | g | h |   |

Типична комбинација чија је сврха разбијање положаја противничког краља. Сеже уназад до знамените партије Ласкер-Бауер (Амстердам, 1889. године).